# Mineral del Chico
Mineral del Chico är en ort i Mexiko.   Den ligger i kommunen Mineral del Chico och delstaten Hidalgo, i den sydöstra delen av landet, 100 km norr om huvudstaden Mexico City. Mineral del Chico ligger 2 379 meter över havet och antalet invånare är 481.
Terrängen runt Mineral del Chico är lite bergig, och sluttar norrut. Runt Mineral del Chico är det mycket tätbefolkat, med 1 361 invånare per kvadratkilometer. Närmaste större samhälle är Pachuca de Soto, 10,9 km söder om Mineral del Chico. I omgivningarna runt Mineral del Chico växer i huvudsak blandskog.